# 古代ギリシアの演劇

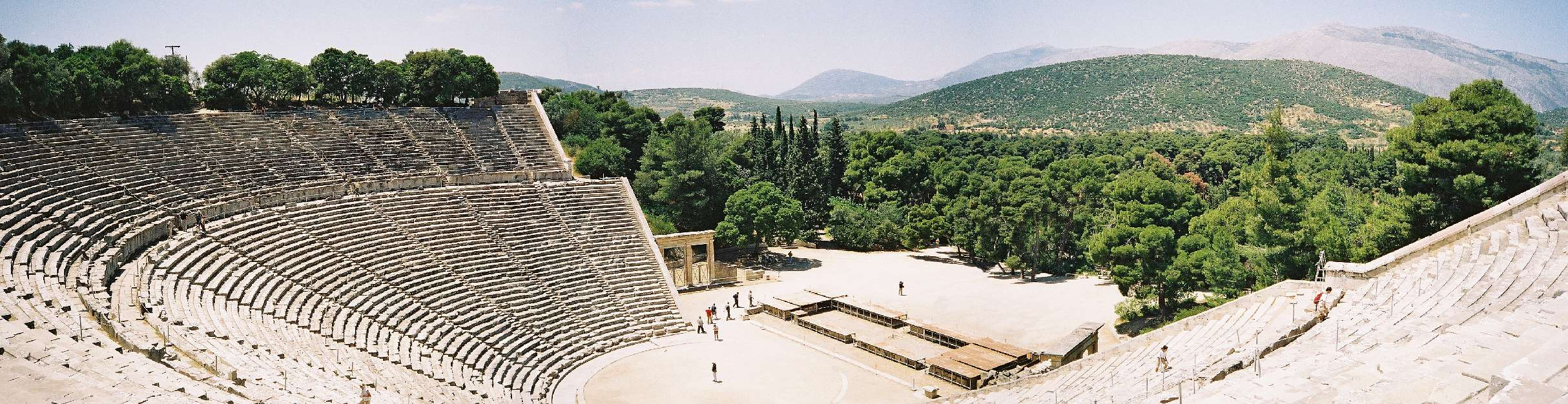
ヘレニズム期の劇場（エピダウロス）

古代ギリシアの演劇（こだいギリシアのえんげき）または古代ギリシア劇（こだいギリシアげき）は、紀元前550年ごろから紀元前220年ごろの古代ギリシアで花開いた演劇文化である。

## 概要
都市国家アテナイは当時の文化、政治、軍事の中心地であり、そこでディオニューソス神の祭りであるディオニューシア祭の一部として演劇を上演することが制度化された。そこで生まれたのが、悲劇（紀元前6世紀末）、喜劇（紀元前486年）、サテュロス劇という3つの戯曲のジャンルである。文化的一体感を醸しだすため、アテナイは植民地や同盟国にこの祭りを積極的に広めた。西洋の演劇はアテナイに発祥し、その戯曲は西洋文明全体に大きな影響を与え続けた。

## 語源
ギリシア悲劇を意味する "tragedy" という単語はギリシア語の τραγῳδία (tragoidia) に由来し、これは2つの単語 τράγος (tragos, 「ヤギ」) と ᾠδή (ode, 「歌」) を組み合わせたかばん語である。また、後者の単語は ἀείδειν (aeidein, 「歌う」) から派生した単語である。この語源は、古代のディオニューソス信仰の慣習との関係を暗に示しているともされる。しかし、その儀礼が悲劇や喜劇の成立にどう関わっているかはよく分かっていない。

## 起源
ギリシア悲劇は、紀元前532年の数年前にアテナイで生まれたとされており、テスピスが最古の劇作家として記録されている。テスピスはアテナイ初の演劇コンテストの優勝者であり、アッティカとその周辺で主に地方のディオニューシア祭で合唱されるディテュランボスの exarchon（リーダー）だった。テスピスの時代にはディテュランボスはその信仰的起源からかなり発展し、かけ離れたものになっていた。英雄叙事詩、ドーリア風の合唱抒情詩、詩人アリオンの革新といったものに影響を受け、物語的あるいはバラッド的ジャンルになっていた。テスピスはディテュランボスから悲劇への転換の最後の一押しをしたと思われる。それは、物語を全て合唱で歌うのではなく、一人の人物を追加してその人物が自ら台詞をしゃべるようにしたものだった。このためテスピスはよく「悲劇の父」と呼ばれるが、その信憑性には疑問が呈されており、ギリシア悲劇の作者を年代順に並べたときに16番目とされることもある。例えば政治家のソロンは、登場人物が自らの声で話す詩を書いたと言われており、ホメーロスの叙事詩を暗唱するラプソドスは紀元前534年より以前には祭りでよく見られた。従って、テスピスの戯曲の進歩についての寄与は不明瞭としか言えないが、彼の名は役者全般を指す "thespian" という単語に残っている。
戯曲的な公演がアテナイ人にとって重要だったことは、都市のディオニューシア祭にて悲劇の競技会が行われたことからも明らかである。クレイステネスがその少し前に定めたアッティカの部族の結束を強めるという意味もあったとされている。祭りでの悲劇のコンテストは紀元前508年ごろから制度化された。紀元前6世紀の悲劇の脚本は現存していないが、テスピスの3人のライバルの名（Choerilus、プラティナス、プリュニコス）はわかっている。彼らはそれぞれギリシア悲劇の発展に何らかの形で貢献している。
プリュニコスについては若干わかっていることがある。彼は紀元前511年から紀元前508年の間に初めてコンテストで優勝した。彼は、「ダナオスの娘たち」、「フェニキア人女性」、「アルケースティス」といった全盛期にも多用されたテーマの悲劇を生み出した。彼は史実を詩の主題とした最初の詩人でもある。紀元前493年から492年の作品「ミレトゥスの陥落」はペルシャ人に征服された後のミレトゥスの町の運命を記したものである（前年までイオニアの反乱が起きていた）。ヘロドトスは「アテナイの人々はミレトゥスの出来事に深い悲しみを抱いていた。特にプリュニコスの「ミレトゥスの陥落」と題した演劇が上演されると、劇場全体に泣き声が充満した。彼らはプリュニコスがあの大災厄を思い出させたとして千ドラクマの罰金を科し、その演劇を永久に上演禁止とした」と記している。また、プリュニコスは演劇に女性のキャラクターを初めて登場させたと言われている（演じたのは男性）。
ヘレニズム時代になるまで、悲劇はディオニューソスに捧げられる形で書かれ、一度だけ上演された。そのため、後に古い戯曲を再演するようになったとき十分に記憶されていた作品だけが後世に伝えられている。

## 古典期
紀元前480年、ペルシャ帝国がアテナイ市街を破壊した後、街とアクロポリスの再建の際に劇場が作られ、演劇がアテナイの文化に重要な位置を占めるようになった。この世紀はギリシアの演劇にとっての全盛期となった。ディオニューシア祭は毎年、冬と春に一回ずつ行われ、その最大のイベントとして3人の劇作家の作品をディオニューソス劇場で上演して競わせた。それぞれの劇作家が3本の悲劇と1本のサテュロス劇（神話を主題とする喜劇的なバーレスク）を出品する。紀元前486年からは、喜劇も出品されるようになった。アリストテレスによれば、アイスキュロスが2人目の俳優を追加し、ソポクレスが3人目の俳優を追加したという。古代ギリシア劇では、演者が3人を越えることはなかった。
ギリシア悲劇とギリシア喜劇は全く異なるものとみなされ、両方を融合した劇が作られることはなかった。サテュロス劇は悲劇が扱う神話を主題とするが、純粋に喜劇的作法で書かれている。しかし、アテナイの一世紀以上に渡る全盛期を経て書き継がれてきたとき、ソポクレスやエウリピデスといった劇作家が同じように作品を分類していたかどうかは不明である。

## ヘレニズム期
ペロポネソス戦争でスパルタ側に敗北したことでアテナイの力は弱まった。その後、劇場では古い悲劇の再演が行われるようになった。演劇の伝統は全盛期ほどの勢いを失っていたが、古代ギリシア劇はヘレニズム期（アレクサンドロス3世が紀元前4世紀にギリシアを征服した後の時代）にも続いた。ただし、ヘレニズム期の演劇の中心は悲劇ではなく「新喜劇」となり、一般市民の生活の中の滑稽なエピソードを扱うようになった。この時期の有名な劇作家としてはメナンドロスぐらいしかいない。新喜劇はローマ喜劇に影響を与えたという意味で重要である。その影響はプラウトゥスやテレンティウスの現存する作品に見て取れる。

## ギリシア劇場
古代ギリシア劇には最大50人ほどのコロス（合唱隊）が付き物で、朝から夕方まで音楽を伴う韻文で劇を上演した。演劇を行う場所は単純な半円形の空間「オルケーストラ (orchestra)」で、そこでコロスが踊り歌う。オルケーストラの大きさは直径が78フィート（約24メートル）前後で、丘の麓の平らな場所を使い、丘の斜面を「テアトロン (theatron)」と呼ばれる観客席とした。後に、テアトロンとオルケーストラと「スケーネ (skené)」と呼ばれる背後の壁を全てひっくるめて "theatre" と呼ぶようになった。コロスのリーダーを choragos と呼び、劇の登場人物と対話できるキャラクターとして劇中に参加することがあった。

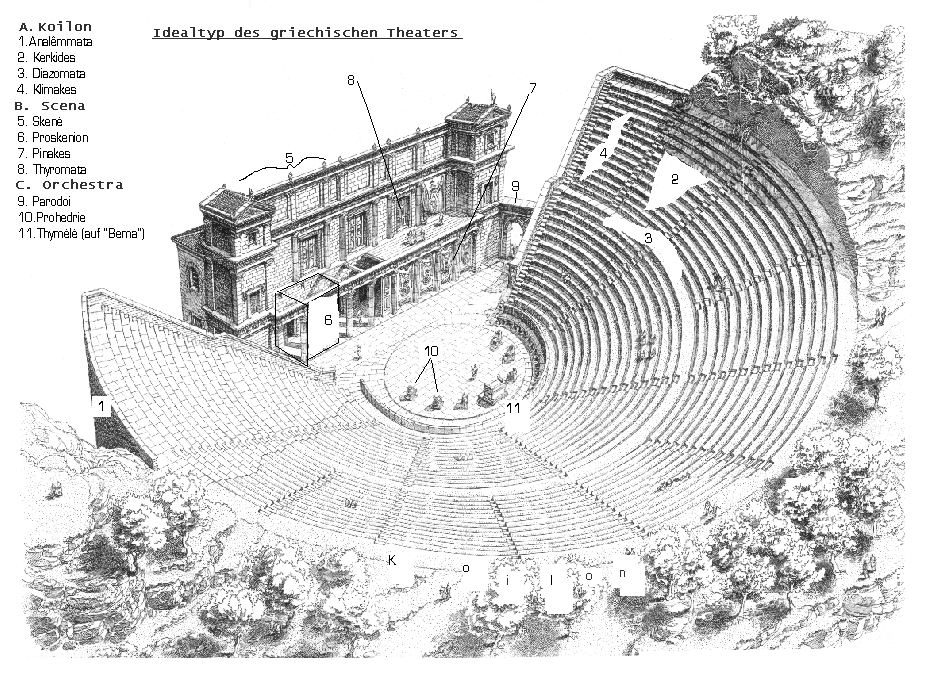
古代の劇場の概念図。用語はギリシア語とラテン語で書かれている。

合唱隊も含めて大人数が舞台に上がり、観客も最大14,000人ほど収容できるようにするため、劇場はかなり大きなものだった。そうした劇場の建設にあたっては数学が重要であり、設計者は音響も考慮して演者の声が最後列の観客席まで含めた劇場全体に響くようにする必要があった。古代ギリシアの音響技術は現代の最先端と比較しても勝るとも劣らないものだった。当初の観客席は木製だったが、紀元前499年ごろに丘の斜面に石のブロックを埋め込むようになり、恒久的なしっかりした席が作られるようになった。そのような観客席を "prohedria" と呼び、神官や最も尊敬される市民がそこに座った。
紀元前465年、劇作家はオルケーストラの背後の壁を使った戯曲を書くようになった。また、そこを演者が衣装を着替える場所としても使った。これをスケーネ (skené) またはシーン (scene) と呼んだ。登場人物の殺害シーンを観客に見せることは不適当とされていたため、登場人物の死はスケーネの後ろから告げられた。紀元前425年、paraskenia と呼ばれる石造りの背後の壁ができ、スケーネを補完するようになった。paraskenia は左右に張り出した長い壁で、出入り口もあったと思われる。paraskenia のすぐ後ろには proskenion がある。proskenion（「スケーネの前」の意）には円柱があり、現代の劇場のプロセニアム（前舞台）に類似している。現代のプロセニアムは観衆と舞台を分離するものである。それはステージの周りのフレームであり、写真フレーム内で演技が行われているように見せる役割を持つ。
ギリシア劇場には、俳優やコロスのメンバーが入場するためのパロドス(parodos)、エイソドス(eisodos)と呼ばれる通路がある。パロドスとエイソドスは高いアーチでオルケーストラと外を繋いでいる。紀元前5世紀末のペロポネソス戦争のころまでに、スケーネは2階建てになった。その2階部分を episkenion と呼ぶ。劇場によってはオルケーストラに一段高くなっていて、そこで俳優らがしゃべるところがあり、これを logeion と呼ぶ。

### 大道具など
ギリシア劇場では一般に以下のような要素が使われていた。
- マキナ (machina) - 役者を宙吊りにして登場させるためのクレーン（デウス・エクス・マキナ参照）。
- エクキュクレマ (ekkyklema) - 劇中で死亡した登場人物を観客の前に登場させるための車輪つきワゴン。
- 人々をステージ上に持ち上げるための床面の開口部。
- ピナクス (pinakes) - スケーネに吊るされる絵。背景を描いている。
- Thyromata - スケーネの2階部分（地面から見れば3階部分に相当）に置かれる背景の絵。ピナクスよりも複雑。
- ファルス的支柱 - サテュロス劇で使用。ディオニューソス神の肥沃さの象徴。

## 仮面

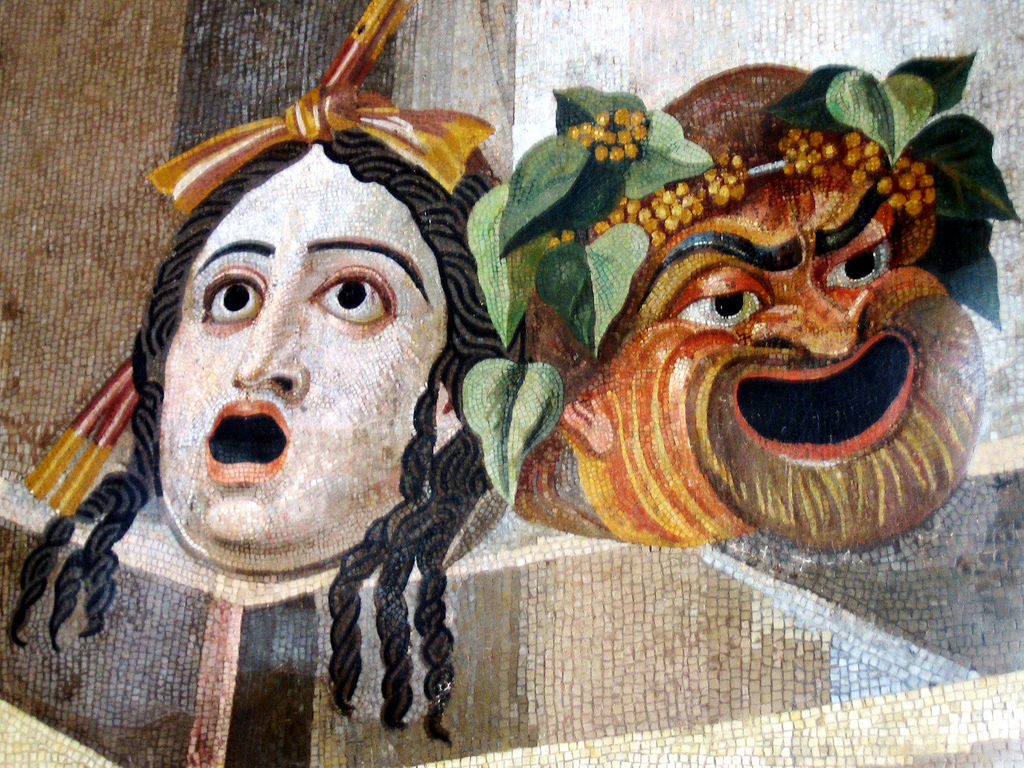
ハドリアヌス帝のヴィッラのモザイクに描かれた悲劇および喜劇用の仮面

### 仮面と儀式
ギリシア語では仮面を「ペルソナ (persona)」と呼び、アテナイでのディオニューソスの礼拝の重要な要素であり、儀礼や祝典で使われていたと思われる。証拠のほとんどはわずかに現存する紀元前5世紀の壷の絵柄によるもので、神の仮面が樹から吊り下げられ、その下に装飾されたローブが掛かっている絵柄や、サテュロス劇の準備をする役者らを描いた Pronomos の壷などがある。仮面は有機素材で作られていて長持ちするものではなく、使い終わるとディオニューソスの祭壇に捧げられたため、現存していない。いずれにしてもアイスキュロスのころから仮面が使われており、古代ギリシア劇の特徴のひとつとなっている。コロスは登場人物が考えていることを代弁して観客に伝える役目を持ち、12人全員が1人の登場人物に対応し、同じ仮面を付けていた。

### 仮面の詳細
演劇用の仮面が描かれた絵を見ると、顔面全体と頭を覆うヘルメット状の形であり、かつらと一体化していて目と口の部分に穴がある。興味深いことに、演劇の最中に役者が仮面を着けた状態を描いた絵はなく、劇の前か後で役者が仮面を手に持っている絵しかない。それらは、観客と舞台の境界、神話と現実の境界を描いたものである。仮面が顔に溶け込むことで、役者はその役になりきると考えられていた。実際、仮面はせりふを覚えるのと同程度に役者を変えた。古代ギリシア劇では、仮面をつけた役者とその劇の登場人物とを同一視していた。
仮面製作者は skeuopoios（小道具製作者）と呼ばれており、仮面だけを作っていたわけではないと思われる。仮面は軽い方がよいため、人毛または動物の毛をかつらに使い、亜麻布、革、木、コルクなどを使って作っていた。仮面を着けると視界が限定されるため、役者は耳が聞こえないと演じられない。そのため、耳を隠すとしても仮面で耳を覆うことはなく、自分の髪の毛で隠していたと考えられている。仮面の口の部分の開口部は小さく、役者自身の口が見えるのを防いでいた。1960年代には仮面がメガホンの役割も持っていたという説があったが、Vervain と Wiles は開口部が小さいため、その説は成り立たないとしている。ギリシャ人の仮面製作者 Thanos Vovolis は、仮面が共鳴装置のように働いて声の音響特性を強化するのではないかと示唆している。これによってエネルギーと存在感が増し、役者がその役になりきることをより完全にすると考えられる。

### 仮面の役割
アテナイのディオニューソス劇場のような大規模な野外劇場では、仮面が顔の特徴を誇張するようになっているため、観衆は遠い席からでも登場人物を識別可能だった。役者は舞台に出てくるたびに別の役を演じることがあったため、仮面をつけることで観客が混同することを避けるという意味もあった。また、性別、年齢、社会的地位などの識別にも役立ち、さらに同じ人物の見た目の変化も仮面で表すことができた（例えば、オイディプスが自らの目をつぶした後など）。特定のイベントや劇でのみ使う仮面も作られた。例えばアイスキュロスの『エウメニデス』に登場するエリーニュス、エウリピデスの『バッコスの信女』に登場するペンテウスやカドモスである。コロスは同じ仮面を着けることで一体感と均一性を演出する。

### 仮面以外の衣装など
悲劇的運命の役を演じる役者は cothurnus と呼ばれるブーツを履き、他の役者より背が高い状態で演じた。喜劇的な役を演じる役者は sock と呼ばれる底の薄い靴を履いた。このため、演劇のことを“Sock and Buskin”と呼ぶことがある。
女性を演じるとき、男性の役者が“prosterneda”と呼ばれる木製の偽の胸を身につけ、腹部には“progastreda”と呼ばれるものを身につけた。
ムーサの一柱メルポメネーは悲劇を司り、悲劇用の仮面を持ち cothurnus を身につけた姿で描かれることが多い。喜劇を司るタレイアも、喜劇用の仮面や sock と共に描かれることが多い。